# Спогади Ідхуна
«Спогади Ідхуна» — це фентезійно-пригодницька трилогія, написана іспанською письменницею Лаурою Ґальєґо, авторкою інших книг, таких як «Кінець світу» чи «Кроніки Торре». Історія заснована на трьох дітей: Джеку, Вікторії та Кірташі (або Крістіані, за словами Вікторії), яким судилося назавжди змінити долю Ідхуна.
Трилогія складається з:
- Мемуари Ідхуна I: Опір
- Спогади про Ідхуна II: Тріада
- Спогади Ідхуна III: Пантеон

Іспанське видавництво SM володіє авторським правом на книги іспанською мовою. Трилогія була перекладена багатьма мовами, такими як каталонська, португальська, німецька та корейська.

## Сюжет
Книги розповідають історію фантастичного ланцюга подій, які вплинуть на два світи: Землю та Ідхун. Ідхун був створений шістьма богами, які також створили теплокровні раси (людей, селестес, феерикос, вару, гігантів та янів), а також напівбожественних драконів і єдинорогів. Є також сьомий бог, ворог решти, який створив холоднокровного Сзиша і напівбожественних шеків, які є крилатими зміями.
Шеки та Сіш зазнали поразки у війні та були вислані до старого мертвого світу: Умадхуна. Однак могутній некромант Ашран, об'єднавшись із божественною магією, спричинив з'єднання трьох сонць і місяців Ідхуна та використав його енергію, щоб убити всіх драконів і єдинорогів, щоб шеки могли повернутися й за допомогою Сзиша правити світом і теплокровнами расами. Проте пророцтво богів стверджувало, що єдиноріг і дракон виживуть і переможуть шеків.
Після піднесення Ашрана кілька теплокровних чарівників втекли на Землю. Щоб убити їх, Ашран послав Кірташа, людину (теплокровного), але холодного й ефективного вбивцю. Джек і Вікторія, обидва народжені на Землі, приєднуються до Опору (до складу якого входять лише Шайл, молодий чарівник, і Алсан з Ваніссару, воїн і принц) і намагаються зупинити його.
Під час історії ми дізнаємося, що за нею стоїть складний сюжет, який обертається навколо битви богів: шість богів-творців (Алдун, Іріал, Каревана, Віни, Йохавіра і Неліам) проти Сьомого бога, батька холоднокровні раси. Земні істоти є лише пішаками, які вони використають, щоб виграти божественну битву. Дракони керують теплокровними расами; шеки направляють Сзиша. Тим часом єдинороги випадково поширюють світом магію, торкаючись людей своїми рогами, щоб зробити їх напів-чарівниками або чарівниками.
Шість богів зробили пророцтво, щоб дракон і єдиноріг вижили під час різанини, а Сьомий бог послав Кірташа вбити їх, перш ніж воно збулося. Поступово Опір знаходитиме нових могутніх ворогів, наприклад, прекрасну фею Герду, яка зіграє важливу роль в останній книзі.
- У першій книзі герої розвивають сентиментальні зв'язки та борються на Землі, відкриваючи власну справжню природу та дізнаючись більше про Ідхуна та пророцтво. Їх мета — знайти останнього єдинорога і останнього дракона.
- У другій книзі герої повинні навчитися жити разом, і зараз в Ідхуні їхній емоційний розвиток все ще триває. Вони дізнаються пророцтво і його другу, таємну частину, яка говорить про те, що їм знадобиться допомога шека. Стосунки між персонажами стають міцнішими, коли вони стають більш зрілими.
- Третя книга пояснює зв'язок богів з історією Ідхуна та Землі. У цій книзі узи між головними героями стають непорушними. Їхнім ворогом буде Герда, і, хоча Опор ненавидить її, вона потребуватиме їхньої допомоги.

## Світи
Сюжет розвивається в чотирьох світах: Землі, Ідхуні, Лімбхаді (світ між Землею та Ідхуном) і Умадхуні.

### Земля
Важливі частини історії відбуваються на Землі. Під час своїх пригод головні герої відвідують багато різних країн, наприклад Іспанію, Німеччину чи Японію. У Німеччині Алсана викрадають і змушують стати перевертнем. У другій книзі Земля майже не згадується.

### Лімбхад
Лімбхад — це прихований світ між Ідхуном і Землею. Ви можете потрапити в цей світ, лише якщо зустрінете Альму (душу), свого роду розумну машину, створену античними вигнанцями-чарівниками з Ідхуна, щоб впускати туди лише чарівників, напівчарівників та їхніх союзників. Альма — розумна істота, яка може виявляти та блокувати чарівників із поганими намірами. Цей світ дуже маленький і завжди темний. Він складається з маленького круглого будинку, маленького лісу (улюбленого місця Вікторії), кількох гір і річки.

### Ідхун
Ідхун має істотні характеристики середньовіччя, такі як перевезення тварин і феодальні королівства. Ним керують Ашран Некромант і Зешак, король шеків. Населення поділяється на раси, і кожна з них живе в різних районах Ідхуна. Вару живуть у морському або, як кажуть, Океанському царстві, на південному сході; гіганти живуть у Наньхаї, кільці гір, розташованому на півночі; яни живуть у пустелі Каш-Тар, на півдні; селести живуть у Селестії, яка лежить у центрі; феї живуть у лісі Ава на північному сході, а люди живуть у Нандельті, який розташований між Наньхаєм і Селестією, розділеними на різні людські королівства (Нанеттен, Шиї, Ваніссар, Дінгра та Рахельд).
Раніше єдинороги жили в Драквені, де знаходяться гора Лунн і ліс Аліс Літбан. Раніше дракони жили в Авінорі, а холоднокровні раси живуть у болотах Радена. В Ідхуні існує багато напіврас, таких як варвари шур-ікайли, лім'яті, ганті та пірати напіввару (частково люди, частково вару).

### Умадхун
Умадхун був першим світом, створеним шістьма богами: Іріалою (богиня світла і мати людей), Віною (богиня життя і мати феєріків), Неліам (богиня води і мати вару), Алдун (бог). вогню і батько Яна), Йохавір (бог вітру і батько Селестес) і Кареван (бог скель і землі і батько гігантів). Через високу температуру тут повно печер. Він був зруйнований шістьма богами в минулому, перш ніж був створений сьомий бог. Після талманнонської війни туди були заслані шеки та Сзиш. Найстаріші шеки, які не хочуть повертатися в Ідхун, все ще живуть там разом із примітивними, напіврозумними видами.

## Розподіл книжок
Спочатку було шість книг: Бускеда (пошук), Ревелаціон (одкровення), Деспертар (пробудження), Предесценатіон (приречення), Конвульсія (судома) і Буття (буття). Однак автор і видавець домовилися об'єднати кожні два заголовки в одну книгу, а три з них мають однакову довжину (28 розділів, передмова й епілог). Це три книги, які ми знаємо сьогодні.
Зараз SM перезапустила серію, розділену на шість початкових книг. Серіал також був адаптований до коміксів.

## Комікси
Першу книгу вже адаптували у вигляді коміксів, розділених на чотири частини. Останній вийшов наприкінці 2010 року.
На його обкладинці з'являються Ашран, Айле та Герде.

## Адаптація мультсеріалу
13 серпня 2020 року анонсували адаптацію мультсеріалу Zeppelin TV. 10 вересня він був випущений у всьому світі на Netflix.